# Gahnia drummondii
Gahnia drummondii är en halvgräsart som först beskrevs av Ernst Gottlieb von Steudel, och fick sitt nu gällande namn av Karen Louise Wilson. Gahnia drummondii ingår i släktet Gahnia och familjen halvgräs. Inga underarter finns listade i Catalogue of Life.